# Joseph Leonz Ignaz Sartori von Rabenstein

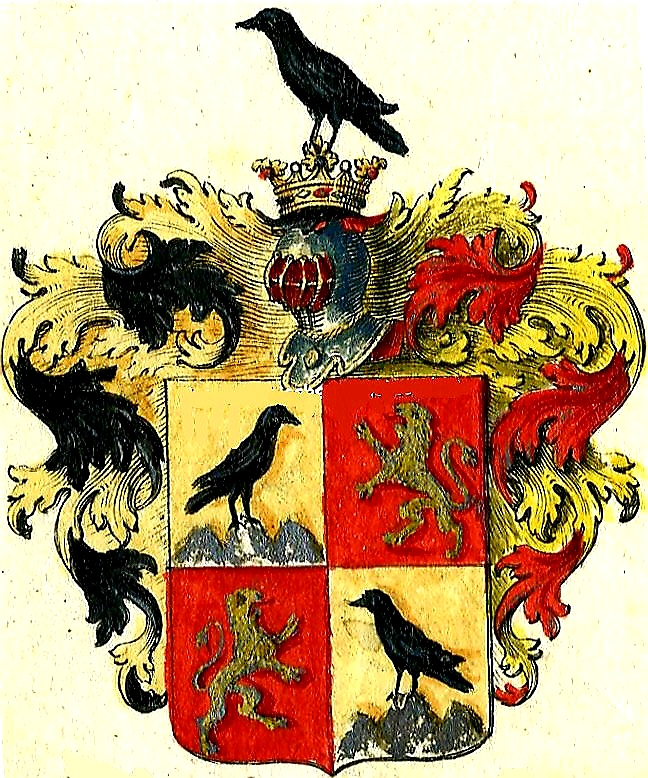
Wappen Sartori von Rabenstein, verliehen im Reichsadelsbrief zu Wien am 2. Oktober 1769

Joseph Leonz Ignaz Sartori von Rabenstein (* als Joseph Leonz Ignaz Schneider am 6. Juni 1721 in Berg; † 24. Dezember 1791 in Rorschach) war ein fürstäbtischer Vogt, Hofkanzler und als zeitweise amtierender Landshofmeister von St. Gallen oberster Minister des Klosterstaats.

## Leben und Wirken
Joseph Leonz Ignaz Sartori war Sohn des Kapitänleutnants Johann Jakob Schneider († 1734 in der Zitadelle von Jaca), der in spanischen Diensten stand und dessen zweiter Ehefrau Magdalena Russi aus Rapperswil. Die Familie Schneider stammte aus dem vorarlbergischen Fussach. Ihre Angehörigen latinisierten 1725 den Berufsnamen zu Sartorius bzw. Sartori. Sie waren Leibeigene der Fürstabtei.
Ignaz Sartori wuchs auf dem Hof Rappen bei Berg auf. Er wurde 1743 Kammerdiener und im folgenden Jahr Privatsekretär des Fürstabts Cölestin II. Gugger von Staudach. Fünf Jahre später heiratete Sartori Maria Anna Franziska Constantia Hoffmann von Leuchtenstern, die aus einer 1681 geadelten Rorschacher Leinwandhändlerfamilie stammte. Das Ehepaar wurde von zwei Töchtern und drei Söhnen überlebt. Ebenfalls 1749 wurde Sartori Lehensvogt sowie Pfalzrat und vier Jahre später Obervogt auf Schloss Blatten sowie Ammann zu Altstätten. Im nächsten Jahr trat er das bedeutendere Amt des Obervogts auf Schloss Oberberg an. Häufig erledigte Sartori auch diplomatische Missionen für den Fürstabt. Er unterschrieb im März 1759 den Vertrag, mit dem die Streitigkeiten um das Mannschaftsrecht im Toggenburg beigelegt wurden.
Im Juli 1763 ernannte Fürstabt Cölestin Sartori als Hofkanzler und Geheimen Rat zum Nachfolger seines Vetters Franz Anton Gugger von Staudach. Zum 25-jährigen Dienstjubiläum verlieh im Fürstabt Beda Angehrn 1768 das erbliche adelige «Gotteshausmannsrecht». Im folgenden Jahr wurde Sartori durch Kaiser Joseph II. in der Reichsadelsstand erhoben. Von 1772 bis 1775 wurde Sartori von Rabenstein als Nachfolger von Johann Victor von Thurn «interimistischer Landshofmeister».
Sartori wurde 1776 zum Ritter vom Heiligen Grab zu Jerusalem ernannt. Die Stadt Wil verlieh ihm 1782 das Bürgerrecht.
Nach dem Rücktritt vom Kanzleramt wurde Sartori 1783 Obervogt von Rohrschach, wo er acht Jahre später starb. Fürstabt Angehrn würdigte ihn mit der Tagebuchnotiz, er sei «ein sehr fleissiger, treuer Mann» gewesen. Seine Ehefrau starb 1807.

## Belege
1. ↑  Sartory v. Rabenstein S. 458.
2. 1 2 3  Sartory v. Rabenstein S. 460–461.
3. 1 2 3 4 5 6  Max Baumann: Ämterlaufbahn und sozialer Aufstieg des Joseph Leonz Ignaz Sartori von Rabenstein.
4. ↑  Sartory v. Rabenstein S. 456–458.
5. ↑  Wolfgang Göldi: Hoffmann (SG). In: Historisches Lexikon der Schweiz.  3. September 2009.
6. 1 2  Sartory v. Rabenstein S. 459.
7. ↑  Max Baumann: Räte und Geheime Räte des fürstäbtischen Hofs in St. Gallen, 1762 (Tabelle 3). In: Silvio Bucher (Hrsg.): Sankt-Galler Geschichte 2003. Band 3. St. Gallen 2003. S. 60.

| Personendaten    | Personendaten |
| ---------------- | --- |
| NAME             | Sartori von Rabenstein, Joseph Leonz Ignaz                                                                                        |
| ALTERNATIVNAMEN  | Schneider, Joseph Leonz Ignaz (Taufname); Sartori, Joseph Leonz Ignaz (latinisiert); Sartori, Joseph Leontinus Ignaz (Adelsbrief) |
| KURZBESCHREIBUNG | Schweizer Beamter, Landshofmeister                                                                                                |
| GEBURTSDATUM     | 6. Juni 1721 |
| GEBURTSORT       | Berg |
| STERBEDATUM      | 24. Dezember 1791 |
| STERBEORT        | Rorschach |